# Bufo margaritifer
The South American Common Toad hoặc Sapo Crestado (Bufo margaritifer) là một loài cóc thuộc họ Bufonidae.
Loài này có ở Bolivia, Brasil, Colombia, Ecuador, Guyane thuộc Pháp, Guyana, Panama, Peru, Suriname, và Venezuela.
Môi trường sống tự nhiên của chúng là rừng ẩm vùng đất thấp nhiệt đới hoặc cận nhiệt đới, vùng núi ẩm nhiệt đới hoặc cận nhiệt đới, xavan khô, xavan ẩm, đồng cỏ khô nhiệt đới hoặc cận nhiệt đới vùng đất thấp, sông ngòi, đầm nước ngọt, đầm nước ngọt có nước theo mùa, và rừng thoái hóa nghiêm trọng.

## Hình ảnh

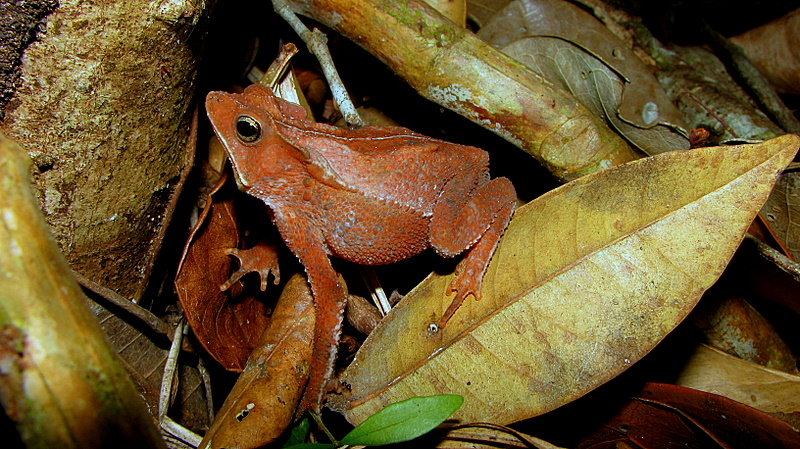
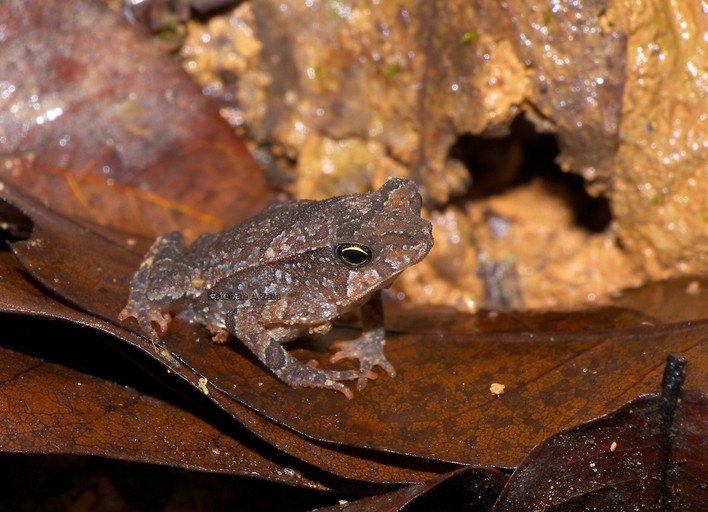
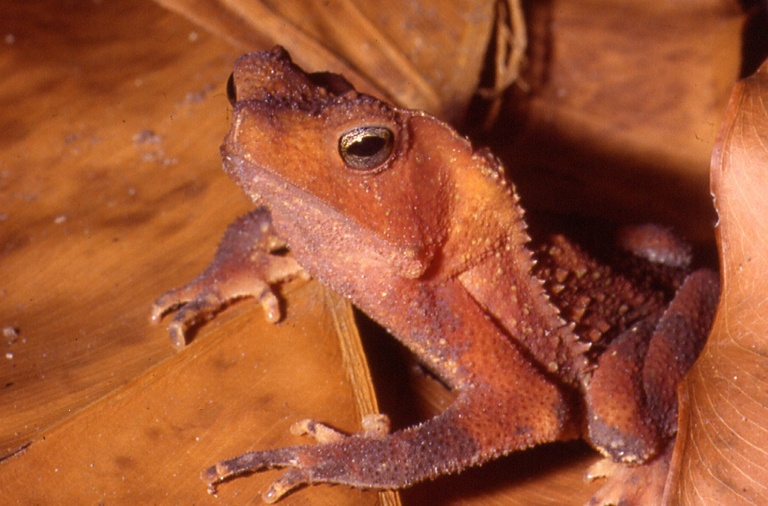
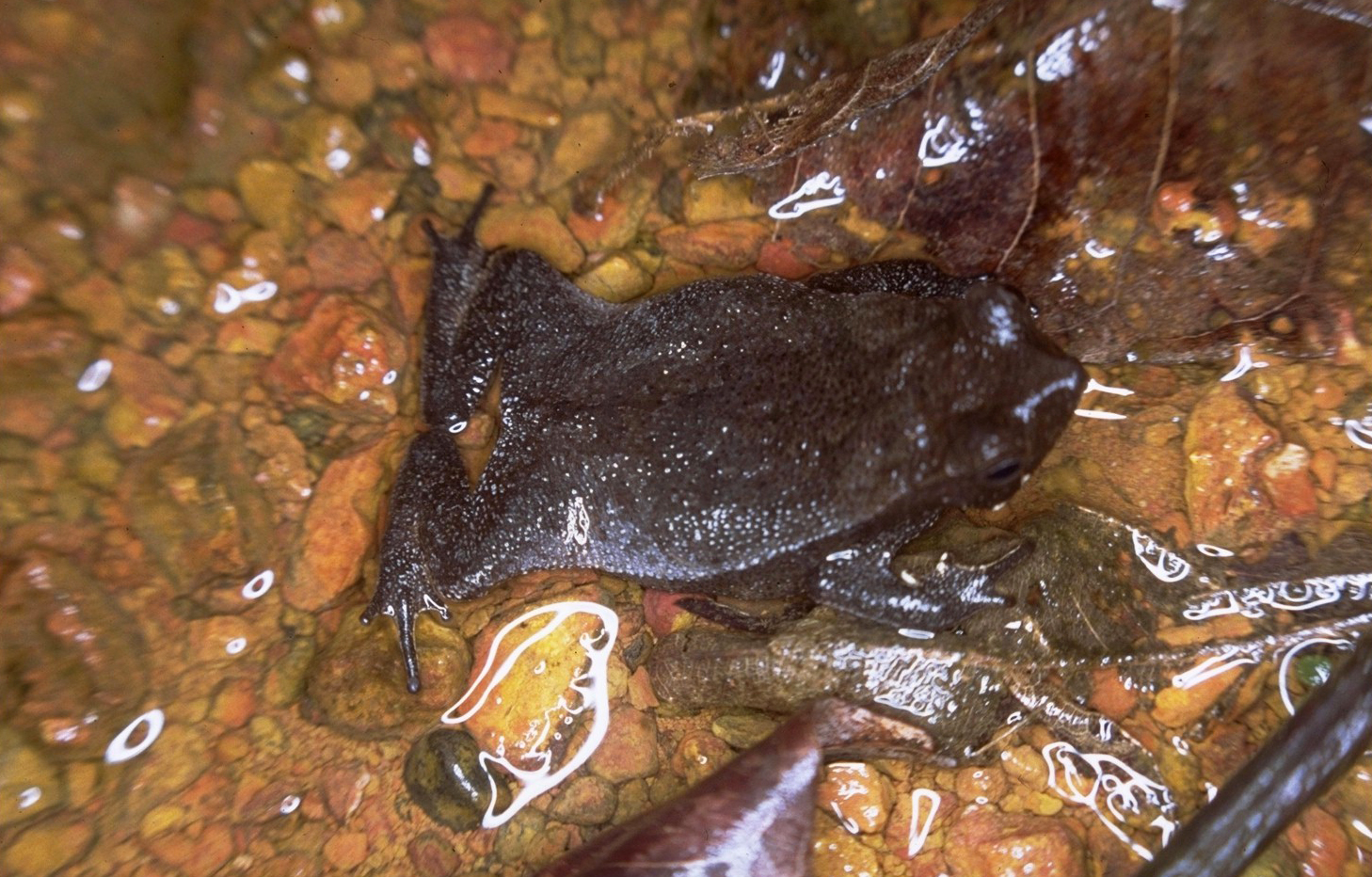